# シモン・ジョルコフスキ
シモン・ジョルコフスキ（ポーランド語: Szymon Jerzy Ziółkowski、ポーランド語の読みはシモン・ジュウコフスキ、1976年7月1日 ‐ ）は、ポーランドのポズナン出身のハンマー投選手で、シドニーオリンピックの金メダリストである。
ジョルコフスキは、1990年代までは無名で、オリンピックや世界陸上の決勝進出の経験のない選手であった。しかし2000年、自己記録を2m近く更新する81m42を記録するなど、この年大きく力を伸ばした。シドニーオリンピックでは接戦を制し、優勝を果たした。更に、続く2001年の世界陸上でも優勝。決勝では、先行していた室伏広治を逆転する83m38の大会新記録をマークし、オリンピックとの二冠を達成した。この記録は現在のジョルコフスキの自己記録となっている。
アテネオリンピックでは予選で敗退するなど、調子を落としていた時期もあったが、2005年の世界選手権では銅メダルを獲得し（後に金メダルに繰り上げ）、最近では世界大会での入賞の常連になっている。2009年の世界陸上では銀メダルを獲得した。
2012年、ヨーロッパ選手権76.67mの記録で銅メダル獲得。ロンドンオリンピックは77.10mで7位だった。
2013年、2005年世界選手権時のドーピング検体再検査を行った結果、1位のイワン・チホンと2位のワディム・デフヤトフスキーの違反が発覚したため、繰り上がりで金メダルを獲得。

## 主な実績
| 年度 | 大会                               | 場所                         | 記録  | 結果 |
| ---- | ---------------------------------- | ---------------------------- | ----- | ---- |
| 1998 | ヨーロッパ陸上競技選手権大会       | ブダペスト（ハンガリー）     | 78m16 | 5位  |
| 2000 | オリンピック                       | シドニー（オーストラリア）   | 80m02 | 1位  |
| 2001 | 世界陸上選手権                     | エドモントン（カナダ）       | 83m38 | 1位  |
| 2005 | 世界陸上選手権                     | ヘルシンキ（フィンランド）   | 79m35 | 1位  |
| 2005 | IAAFワールドアスレチックファイナル | モンテカルロ（モナコ）       | 77m49 | 5位  |
| 2006 | ヨーロッパ陸上選手権               | イェーテボリ（スウェーデン） | 78m97 | 5位  |
| 2006 | IAAFワールドアスレチックファイナル | シュトゥットガルト（ドイツ） | 77m44 | 7位  |
| 2007 | 世界陸上選手権                     | 大阪（日本）                 | 80m09 | 7位  |
| 2007 | IAAFワールドアスレチックファイナル | シュトゥットガルト（ドイツ） | 74m54 | 8位  |
| 2008 | オリンピック                       | 北京（中国）                 | 79m22 | 7位  |
| 2008 | IAAFワールドアスレチックファイナル | シュトゥットガルト（ドイツ） | 75m33 | 4位  |
| 2009 | 世界陸上選手権                     | ベルリン（ドイツ）           | 79m30 | 2位  |
| 2012 | オリンピック                       | ロンドン（イギリス）         | 77m10 | 7位  |